# Elford (Staffordshire)
Pour les articles homonymes, voir Elford.
Elford est un village et une paroisse civile du Staffordshire, en Angleterre.